# Abancay (tỉnh)
Tỉnh Abancay (tiếng Tây Ban Nha: Provincia de Abancay) là một tỉnh thuộc vùng Apurímac của Peru. Tỉnh Abancay có diện tích 3447 km², dân số thời điểm theo điều tra dân số ngày 11 tháng 7 năm 1993 là 95092 người. Tỉnh lỵ đóng ở Abancay.